# Melosiraceae
Famille
Les Melosiraceae sont une famille d'algues de l'embranchement des Bacillariophyta (Diatomées), de la classe des Coscinodiscophyceae et de l’ordre des Melosirales.

## Étymologie
Le nom de la famille vient du genre type Melosira, formé du préfixe melo-, « en référence au melon », et du suffixe -sir, « corde ; chaine », en référence à la structure des colonies de cette diatomée, qui font penser à de petites chaines de melons.

## Liste des genres
Selon AlgaeBase (4 juillet 2022) :
- Angusticopula Houk, Klee & H.Tanaka, 2017
- Druridgea Donkin, 1861
- Ferocia Van de Vijver & Houk, 2017
- Gaillonella Bory, 1825
- Lysigonium Link, 1820
- Melosira C.Agardh, 1824  genre type
- Tumulopsis N.I.Hendey, 1982

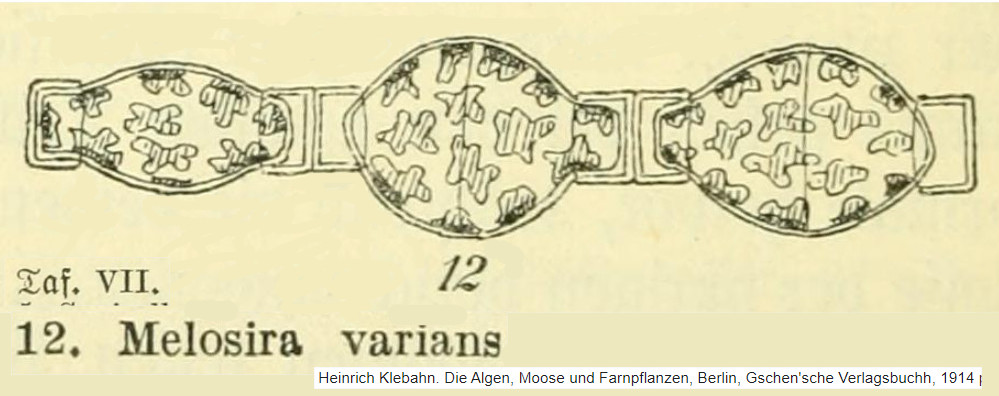
Melosira varians (d'après H. Klebahn).

## Systématique
Le nom correct complet (avec auteur) de ce taxon est Melosiraceae Kützing, 1844.

## Publication originale
- Kützing, F.T. (1844). Die Kieselschaligen Bacillarien oder Diatomeen.  pp. [i-vii], [1]-152, pls 1-30. Nordhausen: zu finden bei W. Köhne.